# دهستان رضوان (رفسنجان)
دهستان رضوان نام دهستانی در بخش مرکزی شهرستان رفسنجان، استان کرمان در ایران است. براساس سرشماری مرکز آمار ایران در سال ۱۳۸۵، جمعیت آن ۸۰۷۰ نفر (۲۰۴۴ خانوار) بوده‌است.